# Rejang (lud)
Rejang – indonezyjska grupa etniczna zamieszkująca tereny prowincji Bengkulu na wyspie Sumatra. Ich populacja wynosi 397 tys. osób. 
Posługują się własnym językiem rejang z wielkiej rodziny austronezyjskiej, zróżnicowanym dialektalnie. Rozwinęli rodzime pismo rejang (zwane również rencong lub ulu). 
Zajmują się przede wszystkim rolnictwem (ryż, kawa, langsat, tytoń, goździki, cynamon, kauczuk, warzywa). Część osób pracuje przy wydobyciu złota i węgla czy też w administracji. Inne zajęcia to handel, hodowla zwierząt, łowiectwo, rybołówstwo.
W przeważającej mierze wyznają islam (który zaczął się rozprzestrzeniać od XVI w.), lecz zachowują także elementy tradycyjnych wierzeń i praktyk (kulty duchów, magia).